# Örebro moské
Örebro moské är en moské vid Boglundsängen i stadsdelen Vivalla i Örebro.
Moskén brann ned den 26 september 2017.
Den 15 augusti 2025 sköts två personer vid moskén i samband med fredagsbönen. Moskén var inte måltavlan.